# 小田亮 (政治家)

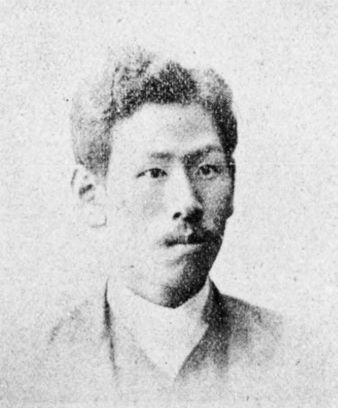
小田亮

小田 亮（おだ りょう、安政7年1月27日（1860年2月18日） - 1932年（昭和7年）9月23日）は、日本の衆議院議員（立憲政友会）、医師。旧姓・津田、号は怡山。

## 経歴
安芸国高田郡本村（現在の広島県安芸高田市）出身。津田家に生まれ、小田家の養子となった。1883年（明治16年）、広島県医学校（のち、広島医学専門学校→広島医科大学、現在の広島大学医学部）を卒業し、翌年に内務省医師試験に合格して開業した。小田家は有間屋という売薬業を営んでおり、その経営にもあたった。山県郡医会会長、同私立衛生会会長、同市立教育会長を歴任。1893年（明治26年）、広島県会議員に選ばれた。
1902年（明治35年）、第7回衆議院議員総選挙に出馬し、当選。第8回でも再選を果たした。